# فرودگاه پپلار هیل
فرودگاه پپلار هیل (به انگلیسی: Poplar Hill Airport) یک فرودگاه همگانی با کد یاتا YHP است که یک باند فرود رس و شن دارد و طول باند آن ۱۰۶۹ متر است. این فرودگاه در کشور کانادا قرار دارد و در ارتفاع ۳۳۴ متری از سطح دریا واقع شده است.